# سنکندی، گامبیا
سنکندی (به لاتین: Sankandi) یک منطقهٔ مسکونی در گامبیا است که در Lower River Division واقع شده‌است.